# أنايينيسيس (سيرري)
أنايينيسيس (Αναγέννησις) هي مدينة في سيرري في مقاطعة فوريا إلادا في اليونان.
يبلغ عدد سكانها حوالي 902   نسمة.